# Temporada 2024 del Campeonato de Galicia de Rally
La temporada 2024 es la edición 46.ª del Campeonato de Galicia de Rally. Comenzó el 16 de marzo en el Rally de La Coruña y terminará el 19 de octubre en el Rally San Froilán. La temporada estuvo marcada por el dominio de Víctor Senra-José Murado con un C3 WRC los primeros rallys y un Skoda Fabia R2 el resto de la temporada, además de una polémica sobre la puntuación de WRCs en el campeonato gallego.

## Calendario
El campeonato estuvo formado por 10 pruebas de asfalto.
| N.º | Fecha                     | Rally                             | Resultados |
| --- | ------------------------- | --------------------------------- | ---------- |
| 1   | 16 de marzo - 19 de abril | 28.º Rallye de La Coruña          | Resultados |
| 2   | 6-8 de abril              | 28.º Rally do Cocido              | Resultados |
| 3   | 20-22 de abril            | 38.º Rallye Berberecho de Noia    | Resultados |
| 4   | 11-13 de mayo             | 6.º Rally Mariña Lucense          | Resultados |
| 5   | 1-3 de junio              | 6.º Rallye de Pontevedra          | Resultados |
| 6   | 22-34 de junio            | 3.º Rally Comarca do Carballiño   | Resultados |
| 7   | 13-15 de Julio            | 20.º Rally Sur do Condado         | Resultados |
| 8   | 24-26 de agosto           | 55.º Rallye de Ferrol             | Resultados |
| 9   | 21-23 de septiembre       | 12.º Rallye Ourense-Ribeira Sacra | Resultados |
| 10  | 19-21 de octubre          | 46.º Rallye San Froilán           | Resultados |

### Clasificación de pilotos
| Pos.   | Piloto                      | Copiloto | Vehículo |  |  |  |  |  |  |  |  |  | Total |
| ------ | --------------------------- | -------- | -------- |  |  |  |  |  |  |  |  |  | ----- |
| 1      | Víctor Senra                |          |          |  |  |  |  |  |  |  |  |  | 299   |
| 2      | Alberto Meira Fernández     |          |          |  |  |  |  |  |  |  |  |  | 248   |
| 3      | Daniel Berdomás Lorenzo     |          |          |  |  |  |  |  |  |  |  |  | 240   |
| 4      | Jorge Pérez Oliveira        |          |          |  |  |  |  |  |  |  |  |  | 162   |
| 5      | Álvaro Castro Laiño         |          |          |  |  |  |  |  |  |  |  |  | 101   |
| 6      | Álvaro Pérez Abeijón        |          |          |  |  |  |  |  |  |  |  |  | 97    |
| 7      | Marcos Rodríguez Sanromán   |          |          |  |  |  |  |  |  |  |  |  | 58    |
| 8      | Pablo Sánchez Sánchez       |          |          |  |  |  |  |  |  |  |  |  | 56    |
| 9      | Jacobo Segade Lorenzo       |          |          |  |  |  |  |  |  |  |  |  | 53    |
| 10     | Iván Vázquez Castro         |          |          |  |  |  |  |  |  |  |  |  | 39    |
| 11     | Antonio Fernández Valcárcel |          |          |  |  |  |  |  |  |  |  |  | 38    |
| 12     | Marco Lorenzo Crespo        |          |          |  |  |  |  |  |  |  |  |  | 32    |
| 13     | Yeray González Fernández    |          |          |  |  |  |  |  |  |  |  |  | 27    |
| 14     | Eliot Gómez Solla           |          |          |  |  |  |  |  |  |  |  |  | 25    |
| 15     | Daniel Romero Dopico        |          |          |  |  |  |  |  |  |  |  |  | 18    |
| Fuente |                             |          |          |  |  |  |  |  |  |  |  |  |       |